# Kołakowo
Kołakowo – przysiółek wsi Uniszki Zawadzkie w Polsce, położony w województwie mazowieckim, w powiecie mławskim, w gminie Wieczfnia Kościelna.
W latach 1975–1998 przysiółek administracyjnie należał do województwa ciechanowskiego